# 賽爾亨克山
47°22′0″N 10°22′0″E / 47.36667°N 10.36667°E

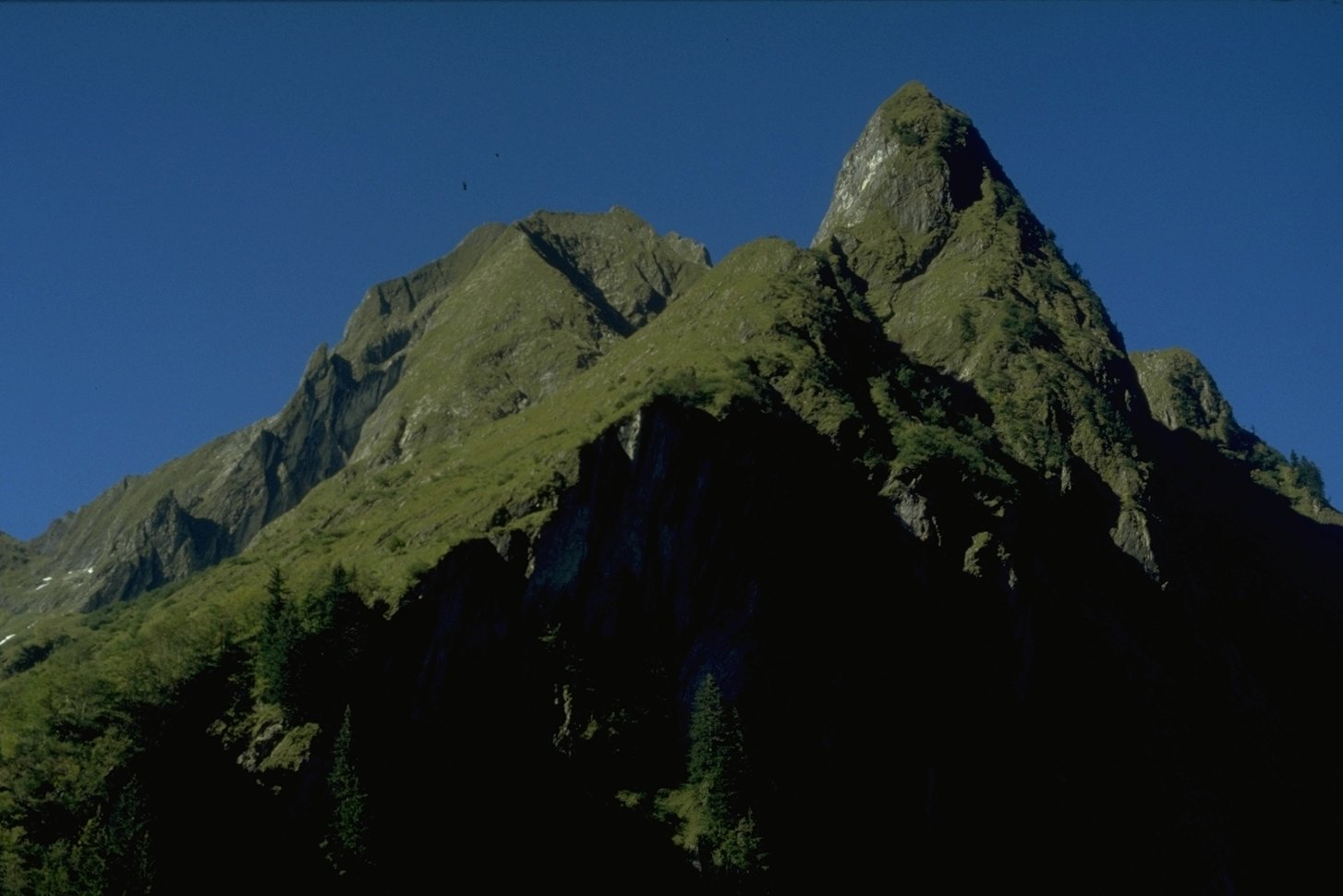

賽爾亨克山（德語：Seilhenker），是德國的山峰，位於該國東南部，由巴伐利亞負責管轄，屬於阿爾高阿爾卑斯山脈的一部分，距離小赫法茨山0.2公里，海拔高度1,791米，每年平均降雨量1,730毫米。